# Ebavere
Ebavere är en ort i Estland. Den ligger i Väike-Maarja kommun och landskapet Lääne-Virumaa, i den centrala delen av landet, 90 km öster om huvudstaden Tallinn. Ebavere ligger 114 meter över havet och antalet invånare är 156.
Terrängen runt Ebavere är platt. Runt Ebavere är det glesbefolkat, med 11 invånare per kvadratkilometer. Närmaste större samhälle är Väike-Maarja, 1,2 km nordost om Ebavere. I omgivningarna runt Ebavere växer i huvudsak blandskog.